# Троицк (Усть-Майский улус)
Тро́ицк (якут. Троицкай) — село в Усть-Майском улусе Республики Саха (Якутия) России. Входит в состав Петропавловского национального наслега.

## География
Село находится в восточной части Якутии, в пределах восточной части Приленского плато, на правом берегу реки Алдан, на расстоянии примерно 8 км (по прямой) к юго-юго-западу (SSW) от посёлка городского типа Усть-Мая, административного центра улуса. Абсолютная высота — 195 м над уровнем моря.
Климат
Климат характеризуется как резко континентальный. Средняя температура воздуха самого тёплого месяца (июля) составляет 18 °C; самого холодного (января) — −42,2 °C. Среднегодовое количество атмосферных осадков составляет 302 мм.
Часовой пояс
Село Троицк находится в часовой зоне МСК+6. Смещение применяемого времени относительно UTC составляет +9:00.

## Население
| 2002 | 2010 | 2021 |
| ---- | ---- | ---- |
| 108  | ↗114 | ↘74  |

Половой состав
По данным Всероссийской переписи населения 2010 года, в гендерной структуре населения мужчины составляли 50,9 %, женщины — соответственно 49,1 %.
Национальный состав
Согласно результатам переписи 2002 года, в национальной структуре населения эвенки составляли 64 %, якуты — 30 %.

## Улицы
В селе имеются две улицы: Лесная и Мирушниченко.

## Инфраструктура
В селе функционируют детский сад, сельский клуб, фельдшерско-акушерский пункт и ледовая переправа (в зимний период).